# Pulpety III
Pulpety III (ang. Meatballs III: Summer Job) – kanadyjski film komediowy z 1986 roku w reżyserii George'a Mendeluka.

## Fabuła
Czternastoletni Rudy desperacko chce pozbyć się dziewictwa. Pewnego razu spędza noc z Wendy, z którą ogląda film porno z występującą tam Roxanne Du Jour. Krótko po tym dowiadują się, że kobieta właśnie zginęła. Tymczasem w Niebie Roxanne otrzymuje propozycję zostania aniołem pod warunkiem, że wróci na ziemię i zrobi jeden dobry uczynek. Postanawia więc pomóc Rudy'emu w zdobyciu jego wymarzonej dziewczyny.

## Obsada
- Patrick Dempsey jako Rudy
- Sally Kellerman jako Roxy Dujour
- Shannon Tweed jako bogini miłości
- Isabelle Mejias jako Wendy
- Maury Chaykin jako Huey
- Caroline Rhea jako dziewczyna na plaży